# Wialon
Wialon – платформа для GPS/ГЛОНАСС мониторинга и IoT, которая позволяет пользователям отслеживать мобильные и стационарные объекты (транспортные средства, технику, здания, мобильный персонал, домашних животных и т. п.) в 130+ странах мира. Разрабатывается частной компанией Gurtam и распространяется через сеть интеграторов систем спутникового мониторинга.
Партнерская сеть Wialon состоит из 2300+ компаний, которые оказывают комплексные услуги спутникового мониторинга транспорта.
В ноябре 2016 года к Wialon был подключен миллионный автомобиль, в мае 2019-го таких авто было 2 миллиона, а в июле 2020-го – 2,5 миллиона.
В 2020 году аналитическое агентство Berg Insight признало Wialon системой №1 для мониторинга и управления транспортом в Восточной Европе, странах СНГ и России.

## Функциональность
- отслеживание местонахождения объекта и его передвижения на карте;
- мониторинг таких параметров объекта, как скорость, уровень топлива, температура и др.;
- управление объектом (выполнение команд, автоматическое выполнение заданий) и контроль водителей (SMS, звонки, назначения);
- получение уведомлений об активности объекта;
- отслеживание движения объекта по заданному маршруту;
- формирование отчетности (таблицы, графики) на основе полученной от объекта информации.

Все данные платформа получает от датчиков, установленных на объекте мониторинга, обрабатывает их и представляет в виде отчетов и графиков. Полученные данные можно также экспортировать в файлы различных форматов.

## Лицензирование системы мониторинга транспорта
Wialon распространяется в двух форматах:
- Software as a service (SaaS) – Wialon Hosting, установленный в серверном центре Wialon
- Лицензируемое ПО – Wialon Local для установки на собственный сервер

Помимо десктопной версии, существует мобильное приложение Wialon для iOS и Android, доступное для облачного решения Wialon Hosting и серверной версии платформы Wialon Local.

## Нишевые приложения на базе Wialon
Для закрытия специфических отраслевых задач Gurtam разработали нишевые приложения на базе Wialon:
- Hecterra — решение для агробизнеса, отслеживающее полевые работы при помощи телематических данных.
- NimBus — решение для контроля общественного пассажирского транспорта.
- Fleetrun — решение для контроля техобслуживания.
- Logistics — решение для организации процесса доставки.
- Eco Driving — решение для контроля качества вождения.

## Разработка на базе Wialon
Для разработки решений на базе платформы разработчики предоставляют SDK. Открытый API позволяет интегрировать Wialon с другими сервисами, такими как системы учета, например.

## Wialon white label
Элементы интерфейса Wialon можно персонализировать, чтобы использовать систему под своим брендом. Менять можно:
- цветовую гамму
- шрифт интерфейса
- лого и фон страницы авторизации
- тексты (заголовок страницы, ссылку на документацию, ссылку на службу технической поддержки и др.)

## Сертификация
Чтобы стать сертифицированным специалистом, нужно пройти сертификационное тестирование. Сертификаты бывают нескольких уровней, от первого до четвертого, в зависимости от процента правильных ответов в тесте. Каждый уровень рекомендован для разных отделов компании-интегратора. Все попытки пройти сертификационное тестирование бесплатные.

## Конференции Wialon
С 2010 года в Минске проходит ежегодная партнерская конференция Telematics для интеграторов Wialon из 130 стран. В 2019 году десятую юбилейную конференцию посетили более 560 специалистов в области телематики со всего мира.
Кроме конференции в Минске, партнерские конференции Wialon проходят каждый год перед крупными отраслевыми мероприятиями в Дубае, Лос-Анджелесе и Мехико.